# Пристава-при-Вишні Гори
Пристава-при-Вишні Гори (словен. Pristava pri Višnji Gori) — поселення в общині Іванчна Гориця, Осреднєсловенський регіон, Словенія. Висота над рівнем моря: 540,8 м.